# Friedrich von Uechtritz

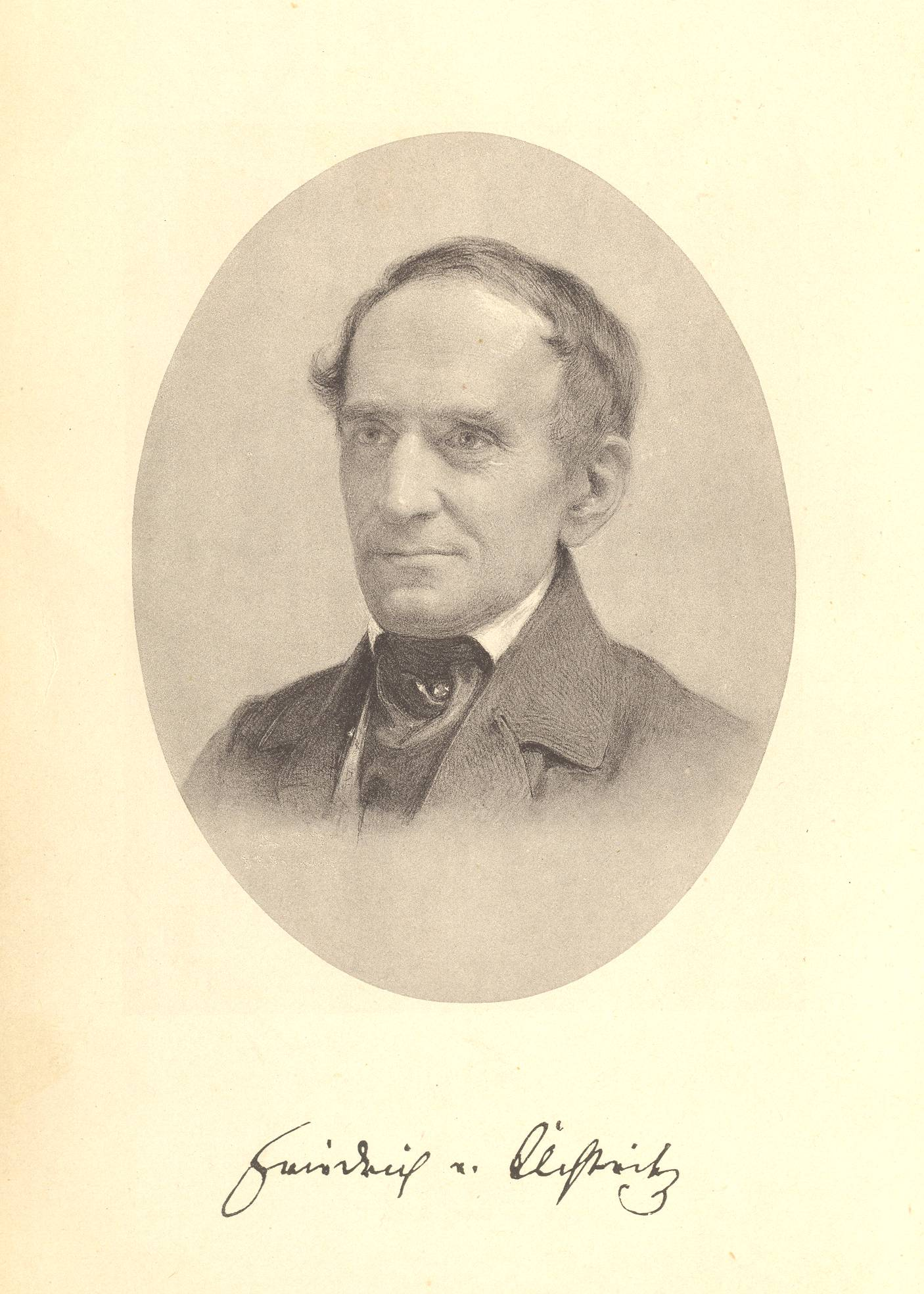
Lithografie des Friedrich von Uechtritz mit Unterschrift desselben

Peter Friedrich von Uechtritz (* 12. September 1800 bei Görlitz; † 15. Februar 1875 ebenda) war ein deutscher Dichter und Jurist.

## Biografie

### Familie
Peter Friedrich von Uechtritz wurde am 12. September 1800 bei Görlitz als erstes Kind des Friedrich Joseph Peter von Uechtritz (* 22. April 1768; † 11. März 1837) und der Friederike Auguste Charlotte Ernst (* 22. November 1775 in Meißen, † 5. März 1847) geboren. Er wurde im protestantischen Glauben erzogen. Die Familie besaß zu der Zeit das Gut Kuhna, unweit von Görlitz, das der Großvater nach dem Verkauf von Crobnitz und Döbschütz bei Reichenbach gekauft hatte. Bei Weißenfels und Merseburg gibt es ein Dorf namens Uichteritz; dort vermutet man den Stammsitz derer von Uechtritz.
Die mitunter anzutreffende Behauptung, Friedrich von Uechtritz und Anton Fahne seien identisch, geht auf eine Verwechslung eines Korrespondenten der Zeitung für die elegante Welt zurück, der Uechtritz irrtümlich die Verfasserschaft für ein Buch Fahnes über Carl Friedrich Lessing und die Düsseldorfer Malerschule zuschrieb.
Die Familie siedelte bald nach Dresden über, wo Uechtritz seine Kindheit verbrachte. 1814 bezog man das Gut Heidersdorf bei Görlitz. Uechtritz wird als ernst, gebildet und introvertiert geschildert, seine Mutter als liebevoll, stets und um alles besorgt, abergläubisch und phantasievoll, mit einer „oft allzu schwarzseherischen Ängstlichkeit“. Uechtritz hat sich seinen Eltern stets verpflichtet gefühlt, zu seinen Geschwistern (Asta, Rudolf, Marie und Theodor) pflegte er lebenslang intensiven Kontakt.

### Jugendjahre und Ausbildung
Nach seiner schulischen Grundausbildung durch einen Hauslehrer besuchte Uechtritz das Gymnasium in Görlitz. In diese Zeit fallen seine ersten Gehversuche als Dichter. Im Frühjahr 1818 legte er die Abiturprüfung ab. Bereits Ostern 1818 ging er nach Leipzig, um dort Jura zu studieren. Doch er besuchte in den ersten Semestern vor allem auch geschichtliche Vorlesungen. Gesellschaftlich verkehrte er sowohl in den Kreisen der Professoren, als auch in den aristokratischen Zirkeln. Das Haus des sächsischen Prinzen Emil war deren Zentrum und Uechtritz verstand es, die Gesellschaft bestens zu unterhalten. Großen Eindruck machten die Bekanntschaften mit Ludwig Tieck und Adam Müller. Die Bekanntschaft Tiecks erreichte Uechtritz über verwandtschaftliche Beziehungen. Auch über die Dresdner Zeit hinaus blieben beide in brieflichem Kontakt, trotz der nicht selten scharfen Kritik, die Tieck an Uechtritz’ Werken übte. Adam Müller machte ebenfalls tiefen Eindruck auf den jungen Uechtritz. Müller selbst war konvertierter Protestant und brachte Uechtritz in schwere Glaubenskonflikte, die vermutlich nicht zuletzt wegen der großen Verpflichtung, die Uechtritz seinen Eltern gegenüber empfand, zugunsten des Protestantismus ausgingen.
Am 27. Oktober 1821 begann Uechtritz’ Berliner Zeit. Nach bestandenem Examen erhielt er eine Anstellung als Auskultator und Referendar in der Justizverwaltung. Hier blieb er bis 1828. Diese Zeit beschreibt Steitz als Uechtritz’ fruchtbarste Schaffensperiode.

### Jurist in Düsseldorf

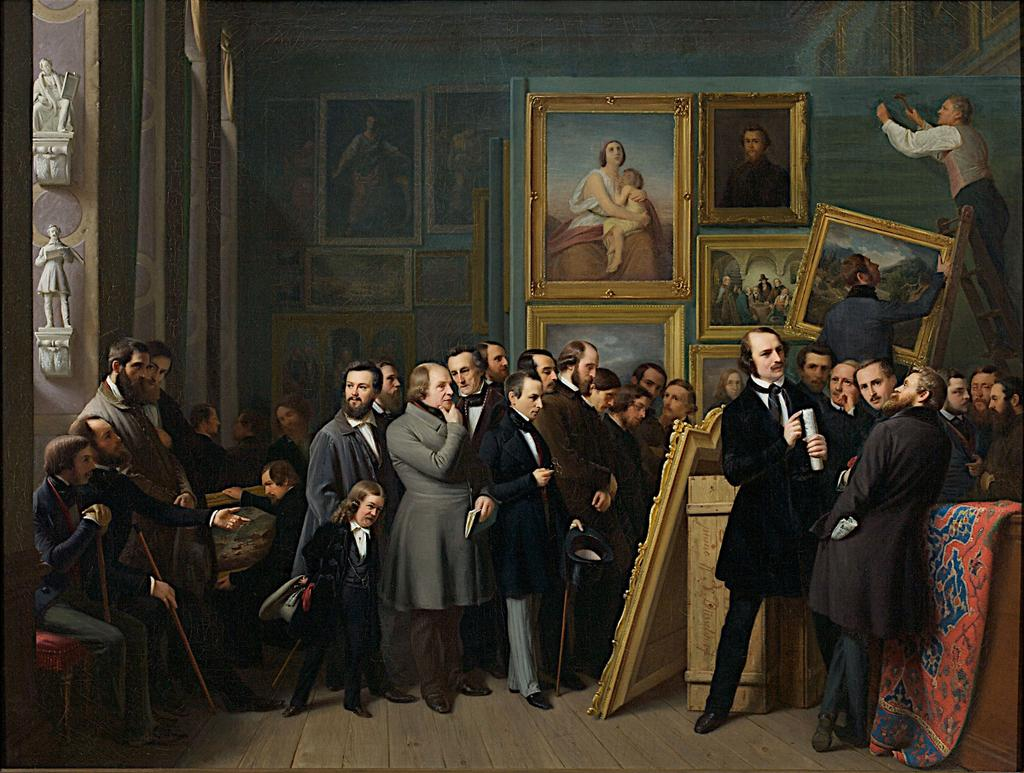
Die Bilderschau der Düsseldorfer Künstler im Galeriesaal, Friedrich Boser, 1844 – Friedrich von Uechtritz in der Bildmitte mit Stock und Zylinder

Als Jurist war Uechtritz ab 1829 in Düsseldorf tätig, zunächst als Assessor, ab 1833 als Rat. Im Jahr 1858 schied er mit dem Titel eines Geheimen Justizrathes aus dem Staatsdienst aus. In seiner Düsseldorfer Zeit widmete er sich literarisch auch dem künstlerischen Leben der Stadt. Insbesondere berichtete er über das Schaffen der Düsseldorfer Malerschule, an deren gesellschaftlichen Aktivitäten, etwa den jährlichen Ausstellungen des Kunstvereins für die Rheinlande und Westfalen,  er regen Anteil nahm.

## Familie
Er heiratete am 18. Mai 1837 in Berlin Charlotte Katharina Marie Balau (* 30. Januar 1818; † 28. Februar 1892). Die Ehe war kinderlos.

## Werke

### Dramen
- Galeazzo Sforza, Trauerspiel in drei Aufzügen (vor 1822)
- Chrysostomus, Drama in fünf Aufzügen (1822)
- Rom und Spartakus (I und II), Trauerspiel in fünf Aufzügen (1823) (Digitalisat)
- Rom und Otto III., Trauerspiel in fünf Aufzügen (1823)
- Alexander und Darius, Trauerspiel in fünf Aufzügen (1824/25) (Digitalisat)
- Das Ehrenschwerdt, Trauerspiel in fünf Aufzügen (Uraufführung: Berlin 28. November 1827; ungedruckt)
- Der Geheimerath, Tragikomödie in drei Aufzügen (ca. 1830, ungedruckt)
- Das historische Gemählde, Vision in einem Akt (ca. 1830, ungedruckt)
- Rosamunde, Trauerspiel in fünf Aufzügen (1830, gedruckt 1834) (Digitalisat)
- Die Babylonier in Jerusalem, Dramatisches Gedicht in drei Abteilungen (1835, gedruckt 1836) (Digitalisat)

### Prosa
- Blicke in das Düsseldorfer Kunst- und Künstlerleben, 2 Bände, Düsseldorf 1839 und 1840 (Digitalisat Band 1, Band 2).
- Ehrenspiegel des deutschen Volkes und vermischte Gedichte, Düsseldorf 1842.
- Albrecht Holm, eine Geschichte aus der Reformationszeit, 7 Bände, Berlin 1851/52 (Digitalisat Band 1,1, Band 1,2, Band 2,1, Band 2,2, Band 2,3, Band 3,1, Band 3,2).
- Der Bruder der Braut oder sittliche Lösung ohne rechtliche Sühne, 3 Bände, Stuttgart 1860 (Digitalisat Band 1, Band 2, Band 3).
- Eleazar, eine Erzählung aus der Zeit des großen jüdischen Kriegs im ersten Jahrhundert nach Christus, 3 Bände, Jena 1867 (Digitalisat Band 1, Band 2, Band 3).
- Studien eines Laien über den Ursprung, die Beschaffenheit und Bedeutung des Evangeliums nach Johannes, Gotha 1876 (Digitalisat).